# Flókas (Achaïe)
Flókas, en grec moderne : Φλόκας, est un village du dème d'Achaïe-Occidentale, district régional d'Achaïe, en Grèce-Occidentale.
Selon le recensement de 2011, la population du village compte 111 habitants.